# Arevalillo de Cega
Arevalillo de Cega is een gemeente in de Spaanse provincie Segovia in de regio Castilië en León met een oppervlakte van 11,59 km². Arevalillo de Cega telt 29 inwoners (1 januari 2016).

## Demografische ontwikkeling
Bron: INE, 1857-2011: volkstellingen